# Der Hauptfeind
Der Hauptfeind, spanischer Titel El enemigo principal, offizieller Quechua-Titel Jatun Auka, auch Jatun Auk’a (Hatun awqa, Südliches Quechua: „der große Feind“) ist ein in Peru überwiegend auf Quechua gedrehter Spielfilm des bolivianischen Regisseurs Jorge Sanjinés aus dem Jahre 1973, der vom Konflikt einer indigenen Bauerngemeinde mit dem Hacendado und dem Eingreifen einer linken Guerilla auf Seiten der Bauern sowie der Staatsmacht mit US-Beratern im Hintergrund auf Seiten der Ausbeuter handelt.

## Produktion
Jorge Sanjinés schrieb das Drehbuch für seinen Film Jatun Auka 1972 im peruanischen Exil in der Zeit der dortigen Revolutionären Regierung der Streitkräfte unter Juan Velasco Alvarado, nachdem er wegen des Militärputsches von Hugo Banzer Suárez am 22. August 1971 aus Bolivien hatte fliehen müssen. Grundlage hierfür waren Ereignisse, die sich 1965 auf einer Hacienda in den peruanischen Anden abgespielt hatten. Sanjinés erfuhr davon durch die Regisseurin Nora de Izcue, die gerade einen kurzen Dokumentarfilm mit dem Titel Runan Caycu (Runam kayku, „Wir [exklusiv] sind Menschen“) drehte, in dem der Vorsitzende der Bauerngenossenschaft des Quechua-Dorfes Ninamarca in der Region Cusco, Saturnino Huillca Quispe, von seinen Kämpfen gegen die unterdrückerischen Großgrundbesitzer erzählt. Diese authentische Geschichte mündet in dem Dokumentarfilm in die Vertreibung der Grundherren im Zuge der Landreform und die Überführung der Ländereien in eine Genossenschaft der Bauern, zu deren Vorsitzendem Huillca tatsächlich gewählt wurde. Die peruanische Landreform fand gerade statt, als Sanjinés seinen Film Jatun Auka produzierte. Sanjinés lernte Huillca im Juli 1972 in Paucartambo kennen, wo Nora de Iscue die beiden miteinander bekannt machte. Die Idee für einen Film, in dem indigene Bauern und linke Guerilleros aufeinandertreffen, bekam Sanjinés durch Héctor Béjar, ehemaligen Guerillero des Ejército de Liberación Nacional in Peru. Sanjinés kannte Peru bereits durch einen Aufenthalt in den 1950er Jahren. Gedreht wurde der Film in dem Quechua-Dorf Raqchi (Distrikt San Pedro, Provinz Canchis), ebenfalls in Region Cusco, doch wurde für den fiktiven Handlungsort des Filmes der Name Tinkuy („Zusammentreffen“) gewählt. Der Film wurde großenteils auf Cusco-Quechua gedreht – sowohl die von Bewohnern Raqchis gespielten Dialoge der Bauern als auch die Stimme des Erzählers Saturnino Huillca –, während die Guerilleros und Soldaten Spanisch, die US-Berater dagegen Englisch sprachen. Der Film wurde in schwarz-weiß gedreht.

## Handlung
Die Geschichte der Gemeinde Tinkuy wird von einem alten Indigenen, Saturnino Huillca Quispe, auf Cusco-Quechua erzählt. Der Film besteht dabei aus drei Abschnitten. Im ersten Abschnitt wird der indigene Bauer Julián Huamantica vom Großgrundbesitzer Carriles getötet, nachdem er sich bei diesem beschwert hat, dass er ihm seine Kuh gestohlen hat. Daraufhin rebellieren die Indigenen, nehmen den Hacendado gefangen und bringen ihn zur Polizei, von der sie die Einleitung eines Gerichtsverfahrens fordern. Die Polizei lässt jedoch den Hacendado frei und nimmt stattdessen mehrere indigene Anführer fest, denen sie ihrerseits Diebstahl vorwirft. Im zweiten Teil erscheinen im Dorf Spanisch sprechende Guerilla-Kämpfer, die bei den Indigenen Mitstreiter suchen. Als sie von den im ersten Abschnitt geschilderten Ereignissen erfahren, helfen sie den Indigenen, den Hacendado erneut gefangen zu nehmen. Die Guerilleros stellen ein spontanes Gericht zusammen und lassen die Indigenen über das Urteil entscheiden. Der Hacendado wird ebenso wie sein Verwalter zum Tode verurteilt, und unmittelbar darauf werden beide von den Guerilleros durch Erschießen hingerichtet. Drei indigene Bauern schließen sich der Guerilla an, die das Dorf verlässt, während die übrigen den Kämpfern Nahrung geben. Im dritten Abschnitt greift die Armee, unterstützt durch US-amerikanische Berater, das Dorf an und verübt ein Massaker. Im Anschluss wird auch die Guerilla-Einheit aufgespürt, und im folgenden Gemetzel sterben viele Guerilleros, aber auch Soldaten der Staatsmacht. Am Ende ergreift noch einmal der Erzähler Saturnino Huillca das Wort. Er äußert sein Vertrauen darin, dass die Bauern ihre Befreiung erreichen würden, da sie die Mehrheit seien. Es gibt allerdings im Film an der Stelle, als die Guerilleros das Dorf verlassen haben, einen Hinweis aus der Bauernschaft, dass sie doch hätten bleiben sollen, denn so wären die Bauern jetzt besser organisiert und hätten es besser gemacht. Als Hauptfeind des Volkes benennt der Erzähler den Imperialismus, der bekämpft werden müsse.

## Marxistischer Diskurs
Laut Oscar Andrés Pardo Vélez von der Universität Antioquia in Kolumbien vertritt der Film auch im Vergleich zu den vorherigen Filmen Ukamau und Das Blut des Condors einen noch deutlicher und expliziter marxistischen Diskurs, indem er direkt Begriffe wie Sozialismus, Imperialismus, Ausbeutung und bewaffneten Kampf verwendet. So stellt der Erzähler Huillca bereits ganz zu Beginn vor dem Hintergrund der Inka-Stadt Machu Picchu in der Sprache der Inkas und der Bauern, Quechua, die Frage: „Wer zerstörte das Leben unserer Vorfahren?“ Er gibt auch gleich selbst darauf die Antwort, dass es die Ausbeuter waren und wie ihre Herrschaft enden wird: „Brüder, wir werden sie vertreiben! Wir werden sie wegfegen wie mit einem Besen!“ Der Hauptwiderspruch des Klassenkampfes ist der zwischen dem Großgrundbesitzer als Vertreter der Ausbeuterklasse und den indigenen Bauern, die – wie Sanjinés es nennt – als kollektiver Protagonist (protagonista colectivo) auftreten. Laut Pardo Vélez behält jedoch in diesem Film nicht das Volk in Gestalt der Bauernschaft die Initiative, sondern es übernimmt vielmehr im Verlauf der Handlung die Guerilla die Rolle des hauptsächlichen kollektiven Protagonisten, während die Bauernschaft als handelndes Subjekt völlig in den Hintergrund gedrängt wird. Pardo Vélez kritisiert, dass der Widerspruch zwischen den Indigenen und den Großgrundbesitzern, der seine Ursache in der Landkonzentration hat, in dem Film nicht klar dargestellt wird. Im realen Leben wurden gerade in der Zeit der Produktion des Films die Gutsherren durch die einstigen indigenen Fronabhängigen von den Ländereien vertrieben, und dies im Zuge der peruanischen Landreform (Tierra sin amos) der Revolutionären Regierung der Streitkräfte unter Juan Velasco Alvarado ab 1969 in nachhaltiger Weise. Der Erzähler des Films selbst, Saturnino Huillca Quispe – Analphabet, einsprachiger Quechua-Bauer und zäher, führend aktiver gewerkschaftlicher Kämpfer – wurde zum Vorsitzenden der Genossenschaft Ninamarca gewählt und fand sich in jenen Jahren mit seinen Bauern auf der Siegerseite wieder. Er ist sogar auf einem Bild zu sehen, auf dem Huillca den General Velasco Alvarado umarmt. Die Vertreibung der Hacendados, die bei Sanjinés nirgendwo zu sehen ist, wird in Federico García Hurtados 1977 erschienenem Quechua-Film Kuntur Wachana dargestellt. Die Autoren der Website Historical Films about the Indigenous Peoples stellen das „seltsame“ Gefühl heraus, das einen beim Ansehen des Films Jatun Auka im Wissen darüber überkommt, dass wenige Jahre später die indigenen Bauern Perus im Bewaffneten Konflikt in Peru einem in diesem Ausmaß zuvor nicht bekannten Terror nicht nur durch die peruanischen Streitkräfte, sondern auch durch die Guerilla des Sendero Luminoso ausgesetzt waren.

## Auszeichnungen
Jorge Sanjinés' Film Jatun Auka erhielt den Kristallglobus (Křišťálový Globus) beim Karlsbader Filmfestival 1974, den Filmpreis Niña de Benalmádena 1974 und den Hauptpreis beim Filmfestival von Figueira da Foz in Portugal 1975. Hinzu kam ein Preis beim Mostra Internazionale del Nuovo Cinema in Pesaro 1974 sowie noch 1989 der Preis für den besten Film beim Filmfestival in Tokio.